# 北西部州 (シエラレオネ)
北西部州（英語: North Western Province）または北西州（North West Province）はシエラレオネの州のひとつ。州都はポート・ロコ。人口は約116万人（2017年選挙区人口）。
2017年の地方自治体法の改正によって成立した。分離元は北部州で、3地区、34首長区が所属している。

## 隣接州
- キンディア州
- マムー州
- 北部州 (シエラレオネ)
- 南部州 (シエラレオネ)
- 西部地域 (シエラレオネ)

## 下位区分
- カンビア地区（英語版）
- カレネ地区（英語版） - 2017年新設
- ポート・ロコ地区（英語版）